# 이해리
이해리(李海利, 1985년 2월 14일 ~ )는 대한민국의 가수이자 뮤지컬 배우이다. 음악 듀오 다비치의 리더, 메인보컬을 맡고 있다.

## 학력
- 서울잠실초등학교 (졸업)
- 잠실중학교 (졸업)
- 잠실여자고등학교 (졸업)
- 추계예술대학교 피아노과→경희대학교 포스트모던음악학과 (제적)[1]

## 경력

### 데뷔 ~ 2010년
1985년 2월 14일 서울에서 출생했다. 2008년 초 다비치의 정규 1집 앨범 《Amaranth》로 데뷔, '미워도 사랑하니깐', '슬픈 다짐' 등을 연이어 히트시키며 신인으로서 대중의 이목을 사로잡았다. 같은 해 여름 리패키지 앨범 《Vivid Summer Edition》를 발표하였고, 수록곡 '사랑과 전쟁'이 폭발적인 인기를 끌며 데뷔 첫 해에 정상급 가수가 되었다. 다음해 미니 앨범 《Davichi In Wonderland》을 선보였으며 수록곡 '8282', '사고쳤어요'는 그 해 데뷔한 지 1년이 갓 지난 2009년 다비치에게 최고의 한 해를 선물하였다. 이 앨범으로 다비치는 2009년 하이원 서울가요대상 본상을 수상하였다. 그 해 가을 드라마 《아가씨를 부탁해》의 O.S.T인 'Hot Stuff'를 선보였고 드라마의 인기에 힘 입어 이 곡도 많은 사랑을 받았다. 이듬해인 2010년 EP앨범 《Innocence》를 발표하였다. 2010년 여름 작곡가 조영수와 함께한 '난 너에게'를 발표, 이 곡으로 방송 활동을 전혀 하지 않았음에도 불구하고 각종 순위의 상위권에 랭크되는 기염을 토했다. 가을에 가수 신승훈의 20주년 앨범 수록곡 '두 번 헤어지는일' 참여하였다. 2008년 다비치 활동과는 별개로 작곡가 조영수의 앨범 수록곡 '천개의 그리움'에 참여하였으며, 드라마 《에덴의 동쪽》 OST '홍두1'을 선보였다.

### 2011년
2011년 1월 작곡가 팀 E-TRIBE와 함께 '그때 난 사는거야'를 발표했다. 그 해 2월 JYJ의 김준수와 함께해 화제가 된 뮤지컬 《천국의 눈물 - Tears of Heaven》에서 ‘린’역을 맡아 열연했다. 5월 중순 '다비치'로서의 컴백이 예정되어 있었으나 같은 소속사의 파이브돌스, 티아라 등의 가수들에 의해 컴백이 늦춰졌다는 얘기가 있다. 9월 다비치의 3번째 미니앨범 《Love Delight》를 선보이고 컴백했다. 타이틀곡인 '안녕이라고 말하지마'가 꾸준한 인기를 끌면서 자연스레 대중의 관심을 받았다. 10월 자신이 작사·작곡한, 드라마 《포세이돈》의 사운드 트랙 '사랑하는 사람아'를 발표함으로써 '싱어송라이터 이해리'로서의 첫발을 내디뎠다. 다비치가 11월 같은 앨범 수록곡 '사랑 사랑아'로의 활동을 마지막으로 멤버들이 각자 활동에 들어가면서 자연스레 자신이 원하던 뮤지컬 활동을 준비하게 되었다. 그녀의 두 번째 뮤지컬 출연작인 《모차르트 오페라 락》도 성황리에 공연을 마쳤다.

### 2012년
2012년 2월 전해성 작곡가의 '생각날거야' 디지털 싱글곡으로 활동한다. 4월 같은 소속사 가수인 선배 양파와 디지털싱글 '사랑은 다 그런거래요'를 발표한다. 그리고 그해 5월 프로그램 《'불후의 명곡: 전설을 노래하다'》에서 박진영의 '너의 뒤에서'를 열창해 또 한번 이해리 파워를 입증했다. 7월 디지털 싱글곡 '남자도 우나요'를 발표, 각종 음원싸이트 올킬을 하는 등 다비치의 음원파워를 과시했다. 8월에 소속사인 '코어콘텐츠미디어'와 계약이 끝나 소속사 이적갈등이 있었지만 결국엔 '코어콘텐츠미디어'와 재계약을 했다. 12월엔 같은 소속사 후배그룹 더 씨야와 디지털 싱글곡 '독약'으로 활동한다.

### 2013년
2013년 3월 KBS2 드라마 《아이리스 2》 ost '모르시나요'를 발표한다. 그리고 3월 정규1집 발표 후 5년만에 다비치 정규 2집앨범 《MYSTIC BALLAD》을 발표한다.
선공개 곡인 '거북이'는 공개 직후 큰사랑을 받으며 2집앨범을 기대하게 했다.

### 2014년
2014년 6월 5일 Again 댄스곡 발표.
2014년 6월 19일 미니앨범 6.7집 발표.
2014년 7월 4일 움직이지마 발표.
2014년 7월 30일 괜찮아 사랑이야 OST Part 2 발표.

### 2015년
2015년 1월 21일 DAVICHI HUG 발표
2015년 3월 18일 두사랑 발표
2015년 11월 4일 이순간 발표.
2015년 12월 16일 D-MAKE 발표.

### 2016년
2016년 3월 3일 태양의 후예 OST Part 3 -이사랑
2016년 9월 6일 달의 연인 - 보보경심 려 OST Part 4
2016년 10월 13일 50 X HALF

## 음반 목록

### EP
| #                                         | 음반   | 정보                                                                                    | 가온 앨범 차트 | 가온 앨범 차트 | 가온 앨범 차트 | 판매량 |
| #                                         | 음반   | 정보                                                                                    | 주간           | 월간           | 연간           | 판매량 |
| ----------------------------------------- | ------ | --------------------------------------------------------------------------------------- | -------------- | -------------- | -------------- | ------ |
| 1                                         | h      | - 발매일: 2017년 4월 19일 - 레이블: 스톤뮤직, B2M, 지니뮤직 - 포맷: CD, 디지털 다운로드 | 16             | 49             | —              | 1,952+ |
| 2                                         | from h | - 발매일: 2020년 1월 29일 - 레이블: 스톤뮤직, 지니뮤직 - 포맷: CD, 디지털 다운로드      | 11             | 65             | —              | 2,491+ |
| "—" 표시는 차트에 진입하지 못함을 의미함. |        |                                                                                         |                |                |                |        |

### 싱글

#### 디지털 싱글
| # | 싱글 정보                                                                                | 트랙 리스트                                                     |
| - | ---------------------------------------------------------------------------------------- | --------------------------------------------------------------- |
| 1 | 그때 난 사는거야 - 발매일: 2011년 1월 27일 - 레이블: 해피페이스, NHN벅스                 | - 1. 그때 난 사는거야 - 2. 그때 난 사는거야 (Inst.)             |
| 2 | 사랑했었다면 - 발매일: 2013년 9월 6일 - 레이블: 카카오                                   | - 1. 사랑했었다면 - 2. 사랑했었다면 (Inst.)                     |
| 3 | Acoustic Project #1. Cloud - 발매일: 2014년 6월 18일 - 레이블: 퍼플컴퍼니, 카카오        | - 1. 니가 빈 자리                                               |
| 4 | EASTIST - 발매일: 2015년 7월 6일 - 레이블: 비욘드 뮤직, 드림어스                         | - 1. 마음                                                       |
| 5 | 나만 아픈 일 - 발매일: 2019년 9월 23일 - 레이블: 스톤뮤직, 지니뮤직                      | - 1. 나만 아픈 일 - 2. 나만 아픈 일 (Inst.)                     |
| 6 | 사랑은 언제나 목마르다 - 발매일: 2021년 9월 29일 - 레이블: TOON STUDIO, MATCHERS, 카카오 | - 1. 사랑은 언제나 목마르다 - 2. 사랑은 언제나 목마르다 (Inst.) |

### 사운드트랙
| # | 싱글 정보                                                                                     | 트랙 리스트                                       |
| - | --------------------------------------------------------------------------------------------- | ------------------------------------------------- |
| 1 | 포세이돈 OST Part 3 - 발매일: 2011년 10월 18일 - 레이블: 에넥스텔레콤, 지니뮤직, 스톤뮤직     | - 1. 사랑하는 사람아 - 2. 사랑하는 사람아 (Inst.) |
| 2 | 왕은 사랑한다 OST Part 2 - 발매일: 2017년 7월 25일 - 레이블: 유스토리나인, 지니뮤직, 스톤뮤직 | - 1. But - 2. But (Inst.)                         |
| 3 | 그녀의 사생활 OST Part 4 - 발매일: 2019년 5월 2일 - 레이블: 지니뮤직, 스톤뮤직                | - 1. Maybe - 2. Maybe (Inst.)                     |

### 음원

#### 타이틀 곡
| 연도                                      | 타이틀 곡              | 대한민국 (가온) | 대한민국 (가온) | 대한민국 (가온) | 대한민국 (가온) | 대한민국 (가온) | 대한민국 (가온) | 대한민국 (가온) | 대한민국 (가온) | 대한민국 (가온) | 음반   | 인증 |
| 연도                                      | 타이틀 곡              | 디지털          | 디지털          | 디지털          | 다운로드        | 다운로드        | 다운로드        | 스트리밍        | 스트리밍        | 스트리밍        | 음반   | 인증 |
| 연도                                      | 타이틀 곡              | 주간            | 월간            | 연간            | 주간            | 월간            | 연간            | 주간            | 월간            | 연간            | 음반   | 인증 |
| ----------------------------------------- | ---------------------- | --------------- | --------------- | --------------- | --------------- | --------------- | --------------- | --------------- | --------------- | --------------- | ------ | ---- |
| 2017                                      | PATTERN                | 25              | 76              | ―               | 13              | 72              | ―               | 76              | ―               | ―               | h      |      |
| 2017                                      | 미운 날                | 28              | 94              | ―               | 16              | 73              | ―               | 73              | ―               | ―               | h      |      |
| 2020                                      | 우는 법을 잊어버렸나요 | 85              | ―               | —               | 17              | ―               | —               | 92              | ―               | —               | from h |      |
| "—" 표시는 차트에 진입하지 못함을 의미함. |                        |                 |                 |                 |                 |                 |                 |                 |                 |                 |        |      |

#### 참여 음원
| 연도        | 음원                           | 음반            | 아티스트     | 참여   | 비고       |
| ----------- | ------------------------------ | --------------- | ------------ | ------ | ---------- |
| 2008        | 홍두Ⅰ                          | 에덴의 동쪽 OST | V/A (이해리) | 가창   | 사운드트랙 |
| Crazy Woman | V/A (김연지 · 이해리 · 이정민) | 에덴의 동쪽 OST |              | 가창   | 사운드트랙 |
| 2012        | 비애 Part 2                    | 문을 여시오     | 원더보이즈   | 피처링 | 미니 음반  |
| 2012        | 독약                           | LOVE U          | 더 씨야      | 피처링 | 미니 음반  |
| 2013        | 학교가는 길                    | 오늘            | 김진호       | 피처링 | 정규 음반  |

## TV 출연

### 예능
- 2011년 불후의명곡 9회 7월 30일 여름방학 특집 2탄 - 여성 보컬리스트 특집 [신승훈-나보다 조금 더 높은 곳에 니가 있을뿐]
- 2011년 불후의명곡 16회 9월17일 7080 빅매치특집 1부우승 [김수철-못다 핀 꽃한송이]
- 2011년 불후의명곡 26회 11월 26일 [이광조-그 누구인가]
- 2011년 불후의명곡 27회 12월 3일 [최백호 -너를 사랑해]
- 2011년 불후의명곡 28회 12월 10일 7080 영화 음악 특집 [김추자-빗속을거닐며] 우승
- 2011년 불후의명곡 29회 12월 17일 [정훈희 -무인도]
- 2011년 불후의명곡 31회 12월 31일 슈퍼 빅매치 - 불운의 명곡 1탄 [신승훈-나보다 조금 더 높은 곳에 니가 있을뿐]
- 2012년 불후의명곡 33회 1월 14일 전설과의 듀엣 [이해리&유열- 사랑의 찬가]
- 2012년 불후의 명곡 34회 1월 21일 [태진아-사랑의 트위스트]
- 2012년 불후의명곡 51회 5월19일 [이해리-너의뒤에서]
- 2012년 불후의명곡 53회 6월 2일 [소방차-하얀바람] 우승
- 2012년 불후의명곡 81회 12월29일 트로트빅4특집 [이해리-정말로]
- 2013년 불후의명곡 94회 3월 30일 <지금은 여성시대 특집> [다비치-사랑의미로] 우승
- 2013년 불후의명곡 126회 11월 9일 [김국환-타타타] 이해리 고정 재합류
- 2013년 불후의명곡 127회 11월 16일 가을남자추남특집 [이해리&김동현-회상]
- 2013년 불후의명곡 128회 11월 23일 [어니언스-외길]
- 2013년 불후의명곡 129회 11월 30일 [박상민-해바라기] 우승
- 2013년 불후의명곡 130회 12월 7일 번안가요특집 [이해리-정열의꽃]
- 2014년 불후의명곡 153회 6월 21일 3주년특집 [이해리-보이지 않는사랑]
- 2014년 불후의명곡 163회 8월 30일 밀리언셀러특집 [다비치-아시나요]
- 2015년 불후의명곡 186회 2월 14일 [故이영훈-이별이야기]
- 2015년 불후의명곡 202회 6월 6일 [이승철-떠나지마] 신용재 특별출연
- 2015년 불후의명곡 205회 6월 27일 7인의디바특집 [이해리-그것만이 내세상]
- 2016년 불후의명곡 235회 1월 23일 故 김광석20주기 [이해리-너에게]
- 2016년 불후의명곡 256회 6월 28일 이승철과 듀엣 [이해리-말리꽃] 우승
- 2016년 불후의명곡 272회 10월 8일 [다비치-슬픔 속에 그댈 지워야만 해]
- 2016년 불후의명곡 330회 11월 18일 윤일상 [다비치-끝사랑] 우승
- 2017년 불후의명곡 353회 5월5일 [다비치-이젠 그랬으면 좋겠네]
- 2017년 MBC 미스터리 음악쇼 복면가왕 - 제51,52대 가왕 - 장화 신고 노래할 고양 <가왕>
- 2019년 JTBC 아는형님 - 게스트
- 2020년 TV조선 신청곡을 불러드립니다 - 사랑의 콜센타 - 여신 6
- 2020년~ JTBC 싱어게인 • 싱어게인2 • 싱어게인3 - 심사위원
- 2023년 유튜브 핑계고 - 게스트

## 뮤지컬 활동
- 2011년《천국의 눈물》 린 역
- 2012년《모차르트, 오페라 락》 콘스탄체 역
- 2014년《영웅》 설희 역

## 기타
- 작곡가 조영수의 프로젝트 음원 3개를 노개런티로 녹음한 사실이 밝혀지기도 했다.

- 개신교 신자로 잘 알려져 있다.